# Saint-Dalmas-le-Selvage

Saint-Dalmas-le-Selvage este o comună în departamentul Alpes-Maritimes din sud-estul Franței. În 1 ianuarie 2022 avea o populație de 102 de locuitori.